# Hanne Fey
Johanna „Hanne“ Fey (* 11. November 1907; † 1. September 1957 in München) war eine deutsche Schauspielerin und Synchronsprecherin.

## Wirken
Johanna Fey machte eine Schauspielausbildung und wirkte als Theaterschauspielerin unter anderem am Prinzregententheater in München, wo sie unter anderem 1937 in Karl Schönherrs Glaube und Heimat – Die Tragödie eines Volkes die Fürstin Tautzky spielte.
Johanna Fey übersiedelte schließlich nach Kleinmachnow und wirkte als Filmschauspielerin in deutschen Spielfilmen der 40er und 50er Jahre mit. So war sie in Carl Fröhlichs Hochzeit auf Bärenhof (1941/1942), Helmut Käutners Wir machen Musik (1942), Rolf Hansens Damals (1942/1943) und Rudolf Jugerts Gefangene der Liebe (1954) zu sehen.
Im Bereich der Film- und Fernsehsynchronisation lieh sie Gale Sondergaard als Lady Thiang in Anna und der König von Siam (1946) und Judith Anderson als Mrs. Danvers in Rebecca (1940; dt. 1951) ihre deutsche Stimme.
Johanna Fey starb 1957 im Alter von nur 49 Jahren in München-Grünwald.

## Hörspiele (Auswahl)
- 1950: Platon: Das Gastmahl. Platons Gespräch über die Liebe; Vorlage: Symposion (Diotima) – Regie: Friedrich Sauer (Hörspielbearbeitung – BR)